# London Coliseum

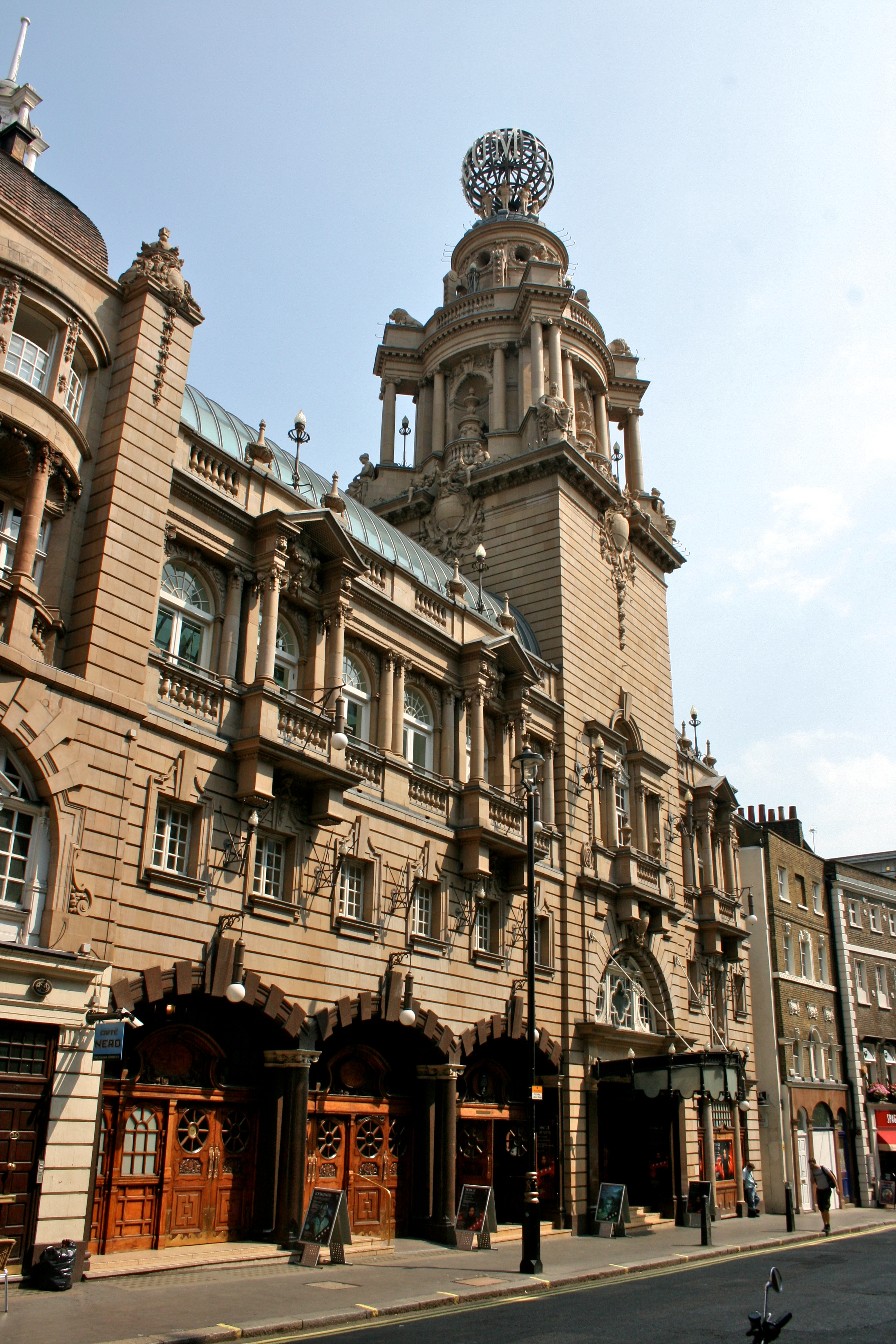
London Coliseum, nach der Renovierung 2004

Das London Coliseum (auch Coliseum Theatre) ist ein Theatergebäude in London. Es befindet sich in St. Martin’s Lane im Londoner West End. Das Gebäude, aus schwedischem Marmor errichtet, wurde 1904 im Auftrag des Impresario Oswald Stoll nach Plänen des Architekten Frank Matcham eröffnet, der auch das London Palladium entworfen hatte. Seit 1968 dient es als Spielstätte der English National Opera. Das London Coliseum ist mit 2359 Plätzen das größte Theater im Londoner West End.

## Geschichte
Das Coliseum wurde am 24. Dezember 1904 mit einer Variété-Show eingeweiht. 1911 wurde hier The Hooligan, das letzte Theaterstück des Schriftstellers W. S. Gilbert, uraufgeführt.
Zwischen 1931 und 1968 änderte das Theater den Namen von London Coliseum zu Coliseum Theatre, als hier das Singspiel Im weißen Rößl in der englischen Fassung The White Horse Inn 651-mal aufgeführt wurde. Im Jahre 1968 zog die Sadler's Wells Opera Company von Sadler’s Wells ins Coliseum um; sie änderte ihren Namen 1974 zu English National Opera (ENO) und erwarb die Liegenschaft für 12,8 Mio. £. Von 2000 bis 2004 wurde das Gebäude, das seit 1960 als Grade-II*-Bauwerk eingetragen ist, einer gründlichen Renovierung unterzogen.